# West End Games
West End Games – amerykańskie wydawnictwo specjalizujące się w grach fabularnych, wydawca m.in. następujących systemów:
- d6
- Ghostbusters
- Star Wars (d6)
- Indiana Jones
- Masterbook
- Men in Black
- Metabarons
- Paranoia
- Tank Girl

West End Games założone zostało w 1974 roku, gry fabularne zaczęło produkować w roku 1984. Najbardziej znaną linią produktów WEG stał się od 1987 roku system osadzony w świecie Gwiezdnych wojen. Mimo sukcesów komercyjnych wydawanych podręczników, na skutek błędnych decyzji finansowych przedsiębiorstwo zmuszone było w 1998 roku ogłosić upadłość, co wiązało się m.in. z utratą licencji na wydawanie Gwiezdnych Wojen RPG.
Po pozyskaniu strategicznego inwestora wydawnictwo powróciło na rynek. Obecnie koncentruje się na wydawaniu podręczników do systemu d6.